# Máy ảo Java

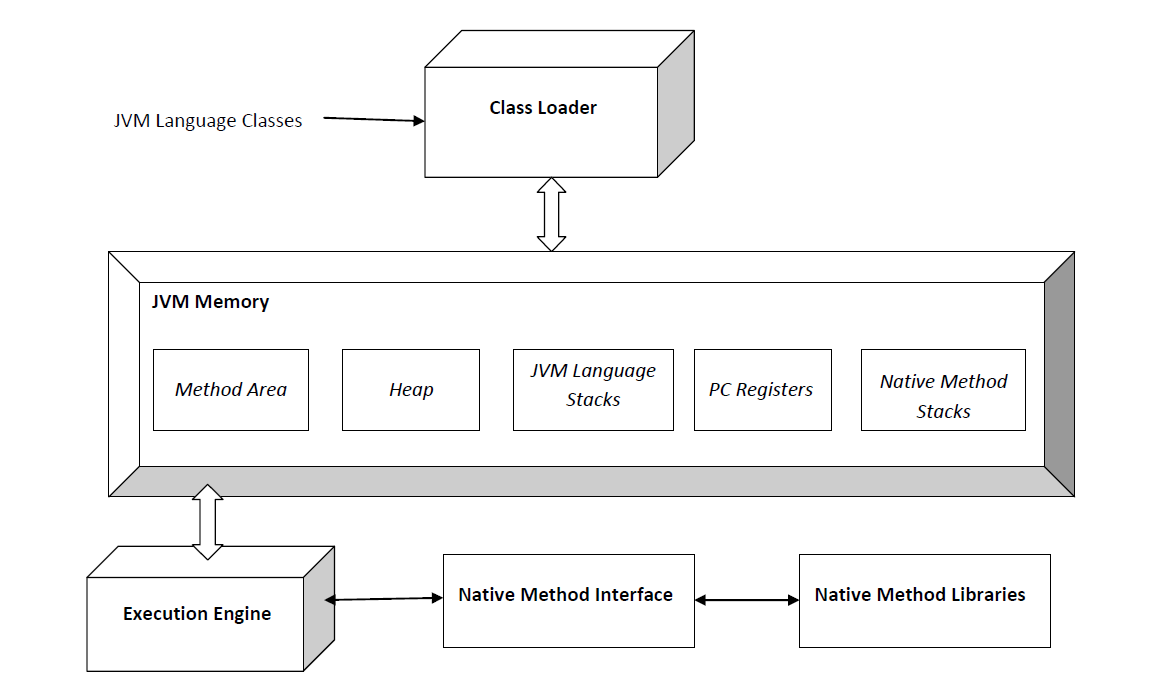
Tổng quan về kiến trúc máy ảo Java (JVM) dựa trên Đặc tả Máy ảo Java phiên bản Java SE 7

Máy ảo Java, tiếng Anh là Java virtual machine (viết tắt: JVM) là một máy ảo cho phép chạy các chương trình Java cũng như các chương trình khác được viết bằng các ngôn ngữ khác mà được biên dịch sang mã byte Java. JVM được mô tả chi tiết bởi một đặc tả mô tả chính thức những gì cần cho một hiện thực JVM. Đặc tả đó để bảo đảm khả năng tương tác của các chương trình Java trên những hiện thực khác nhau để tác giả các chương trình đó có thể sử dụng Bộ công phụ Phát triển Java (JDK) mà không cần phải lo lắng về đặc tính của nền tảng phần cứng bên dưới.
Hiện thực tham khảo JVM được phát triển bởi dự án OpenJDK dưới dạng mã nguồn mở và bao gồm một trình biên dịch JIT có tên là HotSpot. Các bản phát hành Java hỗ trợ thương mại cũng có sẵn từ Oracle Corporation dựa trên OpenJDK.